# E-Prix de la Ciudad de México
El e-Prix de la Ciudad de México es una carrera de automovilismo válida para el Campeonato Mundial de Formula E que se disputa anualmente con monoplazas en el Autódromo Hermanos Rodríguez de la Ciudad de México, México.

## Historia
El jefe de gobierno, Miguel Mancera, anunció la realización del e-Prix de la Ciudad de México, como una campaña para atraer grandes eventos deportivos a la ciudad, al igual que para el retorno el Gran Premio de México, se decidió por utilizar el Autódromo Hermanos Rodríguez, sin embargo se utilizó la configuración oval, incluyendo una variante que atravesaba por el Foro Sol y utilizando la curva "Parabólica" que no se utiliza en la Fórmula 1, para la edición 2017 del e-Prix, los fondos que generó el evento se destinaron a reparar los daños causados por el terremoto sucedido en la ciudad ese mismo año, y para la temporada 2019-20, se modificó el circuito convirtiendo en uno más rápido y largo.

## Ganadores
| Edición | Ganador             | Equipo           | Circuito           | Resultados     |
| ------- | ------------------- | ---------------- | ------------------ | -------------- |
| 2015-16 | Jérôme d'Ambrosio   | Dragon           | Hermanos Rodríguez | Resultados     |
| 2016-17 | Lucas di Grassi     | Audi ABT         | Hermanos Rodríguez | Resultados     |
| 2017-18 | Daniel Abt          | Audi ABT         | Hermanos Rodríguez | Resultados     |
| 2018-19 | Lucas di Grassi (2) | Audi ABT         | Hermanos Rodríguez | Resultados     |
| 2019-20 | Mitch Evans         | Jaguar           | Hermanos Rodríguez | Resultados     |
| 2020-21 | No se disputó.      | No se disputó.   | No se disputó.     | No se disputó. |
| 2021-22 | Pascal Wehrlein     | Porsche          | Hermanos Rodríguez | Resultados     |
| 2022-23 | Jake Dennis         | Andretti-Porsche | Hermanos Rodríguez | Resultados     |
| 2023-24 | Pascal Wehrlein (2) | Porsche          | Hermanos Rodríguez | Resultados     |
| 2024-25 | Oliver Rowland      | Nissan           | Hermanos Rodríguez | Resultados     |

## Estadísticas

### Pilotos con más victorias
| Victorias | Piloto            | Años       |
| --------- | ----------------- | ---------- |
| 2         | Lucas di Grassi   | 2017, 2019 |
| 2         | Pascal Wehrlein   | 2022, 2024 |
| 1         | Jérôme d'Ambrosio | 2016       |
| 1         | Daniel Abt        | 2018       |
| 1         | Mitch Evans       | 2020       |
| 1         | Jake Dennis       | 2023       |
| 1         | Oliver Rowland    | 2025       |

### Equipos con más victorias
| Victorias | Equipo   | Años             |
| --------- | -------- | ---------------- |
| 3         | Audi ABT | 2017, 2018, 2019 |
| 2         | Porsche  | 2022, 2024       |
| 1         | Dragon   | 2016             |
| 1         | Jaguar   | 2020             |
| 1         | Andretti | 2023             |
| 1         | Nissan   | 2025             |